# Józef Półćwiartek
Józef Półćwiartek (ur. 25 marca 1935 w Sarzynie, zm. 6 października 2024 w Tyniowicach) – polski historyk regionalista i pedagog, pracownik Uniwersytetu Rzeszowskiego, prorektor Wyższej Szkoły Pedagogicznej w Rzeszowie (1981–1984). Organizator uniwersyteckich studiów historycznych w Rzeszowie.

## Życiorys
Urodził się w małorolnej rodzinie chłopskiej jako jedno z pięciorga dzieci Marka i Agnieszki z domu Grześkiewicz. Jego ojciec, gospodarujący na 2,5 ha niezbyt urodzajnej ziemi, był w okresie II Rzeczypospolitej członkiem zarządu powiatowego Polskiego Stronnictwa Ludowego „Wyzwolenie”, a w latach II wojny światowej żołnierzem Batalionów Chłopskich i Armii Krajowej . 
W latach 1942–1949 Półćwiartek był uczniem szkoły podstawowej w Sarzynie, po czym podjął naukę w Państwowym Liceum Pedagogicznym w Rzeszowie, mieszkając w internacie. Od początków 1951 był przewodniczącym kółka historycznego założonego jesienią 1950 przez nauczyciela Eustachego Kracha, które obejmowało prace regionalistyczne. Jesienią 1951 stanął na czele utworzonego przez grupę uczniów Zespołu Samokształceniowego „Filomaci”, który na bazie własnych studiów nad marksizmem-leninizmem prowadził walkę cywilną z ustrojem komunistycznym poprzez kolportaż odezw i ulotek oraz wysyłanie anonimów z pogróżkami do działaczy partyjnych i urzędników państwowych wyższego szczebla. Za tę działalność, motywowaną sprzeciwem wobec kolektywizacji rolnictwa i wprowadzania radzieckich rozwiązań ustrojowych, został wraz z kolegami Marianem Polewczakiem i Stanisławem Pelczarem aresztowany na dwa miesiące przed maturą w marcu 1953 przez Urząd Bezpieczeństwa Publicznego. Podczas przesłuchania był torturowany. Skazany na mocy małego kodeksu karnego na dwa lata i trzy miesiące pozbawienia wolności, karę odbywał na Zamku w Rzeszowie, w Progresywnym Więzieniu dla Młodocianych w Jaworznie, od września 1953 w obozie pracy na warszawskim Służewcu i od końca 1953 w obozie pracy przy Kopalni Węgla Kamiennego „Kleofas” w Katowicach aż do zwolnienia i powrotu do Sarzyny we wrześniu 1954 . Następnie pracował kolejno jako magazynier budowlany w Sarzynie, kierownik hotelu robotniczego przy budowie Huty „Ferrum” w Katowicach, w Bytomskich Zakładach Gastronomicznych, przejściowo w Hucie „Bobrek” w Bytomiu i po powrocie do Sarzyny jesienią 1955 jako energomonter w Energomontażu „Północ” na budowie Elektrowni Ozet w Stalowej Woli.
Po złożeniu matury w Liceum Ogólnokształcącym dla Pracujących w Stalowej Woli rozpoczął w 1957 dzięki odwilży październikowej studia historyczne w Wyższej Szkole Pedagogicznej w Krakowie, gdzie przygotował na seminarium Adama Przybosia i obronił w 1961 pracę magisterską pod tytułem Starostwo leżajskie w XVII i XVIII w.. W latach 1961–1963 pracował w Szkole Podstawowej nr 1 w Leżajsku i krótko w Liceum Ogólnokształcącym im. Bolesława Chrobrego w Leżajsku. Z ramienia Polskiego Towarzystwa Turystyczno-Krajoznawczego organizował Muzeum Regionalne PTTK w Leżajsku i był od 25 października 1961 jego pierwszym opiekunem społecznym. Popularyzował wiedzę historyczną wygłaszając w Leżajsku dwadzieścia odczytów.
W marcu 1963 jako urlopowany nauczyciel znalazł się w pierwszej grupie przyjętych na studia doktoranckie z historii w Wyższej Szkole Pedagogicznej w Krakowie, gdzie jego promotorem był ponownie Adam Przyboś. Uzyskał doktorat w 1966 na podstawie rozprawy Położenie ludności wiejskiej w starostwie leżajskim od połowy XVI do XVII wieku, zrecenzowanej przez Józefa Bursztę i Maurycego Horna i opublikowanej jako monografia w 1972. Z powodu trudności ze znalezieniem w Krakowie mieszkania dla rodziny nie przyjął proponowanego mu przez promotora stanowiska na krakowskiej WSP i został wykładowcą historii w Studium Nauczycielskim w Przemyślu.
Od 1967 pracował w Zakładzie Nauk Historyczno-Społecznych Wyższej Szkoły Pedagogicznej w Rzeszowie. W 1973 habilitował się jako pierwszy historyk w rzeszowskim środowisku akademickim na podstawie rozprawy Z badań nad rolą gospodarczo-społeczną plebanii na wsi pańszczyźnianej ziemi przemyskiej i sanockiej w XVI–XIX wieku. 29 października 1973 został pełnomocnikiem rektora do spraw organizacji kierunku historia. Od maja 1974 kierował nowo utworzonym Zakładem Historii, który rozwinął planowe badania historii regionalnej Polski południowo-wschodniej oraz pogranicza polsko-ukraińskiego i polsko-słowackiego, nawiązując trwałą współpracę międzynarodową z pobliskimi zagranicznymi ośrodkami naukowymi . Półćwiartek otrzymał stanowisko docenta w 1975 . W latach 1974–2006 przewodniczył Komitetowi Okręgowemu Ogólnopolskiej Olimpiady Historycznej w Rzeszowie; jego trzydziestodwuletnia kadencja stanowiła wyjątek w skali kraju.
W latach 1981–1984 Półćwiartek pełnił obowiązki prorektora ds. nauczania i współpracy zagranicznej , był też później opiekunem utworzonego przy WSP w 1983 Uniwersytetu Trzeciego Wieku w Rzeszowie. Od 1990 zajmował stanowisko profesora. Był od 1999 prodziekanem Wydziału Socjologiczno-Historycznego WSP w Rzeszowie i Uniwersytetu Rzeszowskiego do 2002. Przeszedł na emeryturę w 2010 . W 2016 wraz z żoną założył Stowarzyszenie Tradycji i Kultury Parafii Tyniowice, którego był do ostatnich lat życia wiceprezesem.
Członek Komisji Historycznej Polskiej Akademii Nauk w Krakowie i Międzynarodowej Komisji Historycznej Polsko-Ukraińskiej przy Komitecie Nauk Historycznych PAN . Od 1960 należał do Polskiego Towarzystwa Historycznego. Wchodził w skład zarządu Towarzystwa Naukowego w Rzeszowie w latach 1968–1983 i kierował jego Komisją Nauk Historycznych. Angażował się w prace stowarzyszeń regionalistycznych m.in. w Łańcucie, Jarosławiu, Sanoku, Lubaczowie, Kolbuszowej, Lesku i Stalowej Woli. Od 1993 przewodniczył Radzie Programowo-Naukowej przy Archiwum Państwowym w Przemyślu. Wiceprzewodniczący Prezydium Rady Związku Więźniów Politycznych Okresu Stalinowskiego do spraw Kombatantów i Osób Represjonowanych przy Urzędzie Marszałkowskim Województwa Podkarpackiego .
Odznaczony za działalność dydaktyczną, naukową i społeczną Krzyżem Kawalerskim Orderu Odrodzenia Polski (2002), Złotym Krzyżem Zasługi (1983), Odznaką 1000-lecia Państwa Polskiego (1963), Medalem 100-lecia Akademii w Krakowie (1973), Złotą Odznaką ZNP (1977), Medalem Komisji Edukacji Narodowej (1978), Medalem Grzegorza z Sanoka (1979), Odznaką „Zasłużony Działacz Kultury” (1982), Medalem 40-lecia Polski Ludowej (1984), Krzyżem Więźnia Politycznego 1939–1956 (2000), Medalem Zasługi dla Wyższej Szkoły Pedagogicznej w Rzeszowie (2000) i Medalem Uniwersytetu Rzeszowskiego (2006) . Honorowy Obywatel Miasta Leżajska (1979) oraz Miasta i Gminy Nowa Sarzyna (2005), Zasłużony dla Miasta i Gminy Kolbuszowa, Honorowy Członek Towarzystwa Miłośników Ziemi Leżajskiej (2009) . 
W Muzeum Ziemi Leżajskiej znajduje się przekazana przez Józefa Półćwiartka w 2010 biblioteka poświęcona historii regionalnej Polski południowo-wschodniej od średniowiecza do współczesności, ze szczególnym uwzględnieniem Leżajska i historycznego starostwa leżajskiego, a także obszaru Puszczy Sandomierskiej i Rusi Czerwonej. Zbiór tworzy około 3000 jednostek inwentarzowych, wśród nich rękopisy sięgające początku XVII w., starodruki, mapy, fotografie, szkice oraz prace doktorskie i magisterskie . Archiwum Państwowe w Przemyślu przechowuje natomiast od 2015 korespondencję, zbiory dokumentowe dotyczące działalności własnej i rodzinnej oraz pamiętnik Józefa Półćwiartka z lat 1958–2012 liczący 2200 kart.
Był autorem około 250 publikacji naukowych, popularnonaukowych i publicystycznych. Wchodził w skład komitetu redakcyjnego czasopism naukowych „Przemyskie Zapiski Historyczne” i (od 1996) „Rocznik Historyczno-Archiwalny”. Wypromował około 170 magistrów. Do siedmiorga jego doktorantów należy Beata Lorens.
Zmarł 6 października 2024 w Tyniowicach i został pochowany 11 października na cmentarzu Wilkowyja w Rzeszowie.

## Życie prywatne
Pierwszy związek małżeński zawarł z poznaną w okresie maturalnym nauczycielką Kazimierą z domu Jamułą (1935–1995), późniejszą dyrektorką Szkoły Podstawowej nr 8 w Rzeszowie.
Jego drugą żoną była wywodząca się z Tyniowic nauczycielka historii i regionalistka Maria Ślęk-Półćwiartek, która studiowała wcześniej pod jego kierunkiem. Mieszkali razem najpierw w Rzeszowie, a po jego przejściu na emeryturę w 2010 – w jej domu rodzinnym w Tyniowicach.

## Publikacje książkowe
- Położenie ludności wiejskiej starostwa leżajskiego w XVI–XVIII wieku, PWN, Kraków 1972
- Z badań nad rolą gospodarczo-społeczną plebanii na wsi pańszczyźnianej ziemi przemyskiej i sanockiej w XVI–XIX wieku, Wydawnictwo Wyższej Szkoły Pedagogicznej w Rzeszowie, Rzeszów 1974
- (red., z Alojzym Zieleckim) Metodologiczne i dydaktyczne problemy historii regionalnej, Wydawnictwo Wyższej Szkoły Pedagogicznej w Rzeszowie, Rzeszów 1977
- (red.) Wybór tekstów źródłowych z historii Polski okresu przedrozbiorowego, Wydawnictwo Wyższej Szkoły Pedagogicznej w Rzeszowie, Rzeszów 1978
- (red.) Puszcza Sandomierska wczoraj i dziś. Zbiór rozpraw i artykułów, Towarzystwo Przyjaciół Regionu Lasowiackiego, Rzeszów 1980
- (red.) Władysław Sikorski – żołnierz i polityk, Wydawnictwo Wyższej Szkoły Pedagogicznej w Rzeszowie, Rzeszów 1987
- (red.) Z dziejów wsi Markowa, Towarzystwo Przyjaciół Markowej, Rzeszów 1993
- (red., z Krzysztofem Baczkowskim) Dzieje Leżajska. Leżajsk od najdawniejszych czasów do 1944 roku, Towarzystwo Miłośników Ziemi Leżajskiej, Leżajsk 1996
  - Wydanie II poszerzone (jedyny redaktor): Mitel, Leżajsk 2003
- (red.) Sąsiedztwo. Osadnictwo na pograniczu etnicznym polsko-ukraińskim w czasach nowożytnych. Materiały z konferencji międzynarodowej w Rzeszowie w dniach 16–17 X 1995 r.,  Wydawnictwo Wyższej Szkoły Pedagogicznej w Rzeszowie, Rzeszów 1997
- (red.) 400 lat parafii w Sarzynie (1598–1998), Mitel, Nowa Sarzyna 2000
- (ze Zdzisławem Czownickim) Ze studiów nad spławem i urządzeniami wodnymi na Sanie w czasach nowożytnych, Wydawnictwo Wyższej Szkoły Pedagogicznej w Rzeszowie, Rzeszów 2001
- (z Marią Ślęk-Półćwiartek) Zarys dziejów wsi Tyniowice koło miasta Pruchnika, Archiwum Państwowe w Przemyślu, Przemyśl 2013
- Dzienne zapisy ze stanu wojennego w Polsce (13 XII 1981–22 VII 1983). Fragmenty obszernego pamiętnika z lat 1958–2012 profesora Uniwersytetu Rzeszowskiego, Archiwum Państwowe w Przemyślu, Przemyśl 2014
- Sentymentalne powroty do miejsc utraconych czasu Holocaustu w kahale leżajskim, Archiwum Państwowe w Przemyślu, Przemyśl 2018
- (z Andrzejem Sykałą) Zabytki dziedzictwa kulturowego we wsiach Tyniowice i Chorzów gminy Roźwienica powiatu Jarosław, Stowarzyszenie Tradycji i Kultury Parafii Tyniowice, Tyniowice 2018
- (z Marianem Polewczakiem) Zespół Samokształceniowy „Filomaci” (1951–1953) w Państwowym Liceum Pedagogicznym w Rzeszowie. Bunt młodzieży i jego konsekwencje w całym okresie PRL, Archiwum Państwowe w Przemyślu, Przemyśl 2019
- (z Marią Ślęk-Półćwiartek i Jarosławem Giemzą) Parochia ruska we wsi Tyniowice eparchii przemyskiej w XIV–XX wieku, Libra, Rzeszów 2022